# Abibo de Edessa

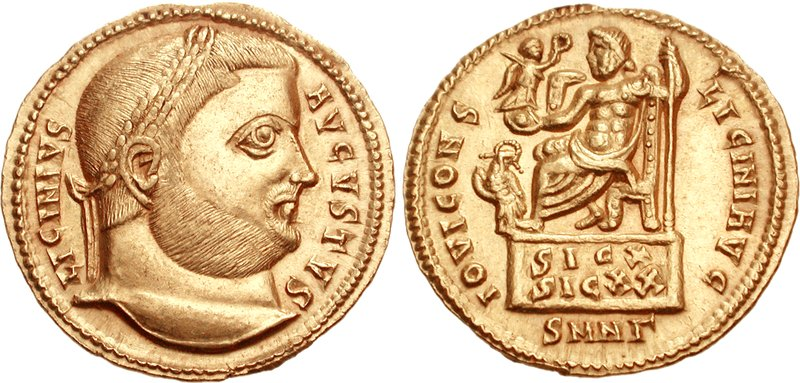
Soldo de Licínio r.

Abibo ou Habibo (em latim: (H)abibus) foi um diácono romano do século IV, martirizado sob ordens do imperador Licínio (r. 308–324)

## Vida
Abibo era um diácono. Foi preso por ordens do imperador Licínio (r. 310–324) por seu zelo em propagar o cristianismo. Por não querer que nenhum outro cristão sofresse, Abibo se apresentou diante dos seus captores ao confessar sua fé e foi sentenciado à morte na fogueira. Alega-se que entrou no fogo sozinho orando e então entregou seu espírito a Deus. Quando o fogo se apagou, sua mãe e parentes encontraram o corpo intacto. Foi sepultado junto aos corpos de Gurias e Samonas e desde então os três santos foram chamados por muitas pessoas para intercederem por suas causas e concederam milagres.
Sabe-se de um episódio no qual um soldado godo enviado para servir em Edessa desposou uma jovem pia chamada Eutímia. Antes disso, jurou à mãe dela, de nome Sofia, diante do túmulo desses mártires que não faria mal algum a sua esposa, nunca a ofenderia e sempre a amaria e respeitaria. Ao concluir seu serviço, levou Eutímia de volta para sua terra natal. Ao retornarem, o godo desposou outra mulher e transformou-a em sua serva, de modo que passou a sofrer insultos e humilhações. Ao dar a luz a um filho, a atual esposa do godo envenenou a criança. Consternada, Eutímia orou para Gurias, Samonas e Abibo e Deus enviou-a miraculosamente para Edessa, onde encontrou-se com sua mãe. Tempos depois, o godo foi novamente enviado para servir em Edessa e ao chegar foi exposto por Sofia, causando sua execução sob decreto do governador. Abibo, Samonas e Gurias ainda são lembrados num hino acatisto que glorifica-os.